# The Law of One
The Law of One är en filosofisk-spirituell bokserie i fem delar från 1982 till 1998 av Schiffer Books. Författarskapet är omdiskuterat, men allt eller delar av innehållet har skrivits av Don Elkins, Jim McCarty och Carla L. Rueckert. Därutöver hävdas det i böckerna att en icke-mänsklig intelligens vid namn Ra också varit delaktig. Denne Ra hävdar bland annat att det finns många andra levande varelser i universum som liknar människor, men som har andra sorters kroppar, annan intelligens, annan kultur och annan spirituell evolution. Dessa varelser beskrivs i böckerna som "mind/body/spirit-komplex".
Enligt förordet handlar bok två om de metafysiska principer som styr vår andliga utveckling. Teman som diskuteras är bland annat energicentra i kroppen, kopplingarna mellan kropp och ande, olika densiteter och healing. De tre första delarna i boken bygger till stor del på Dewey B. Larson och dennes "theory of everything".

## Omdömen och reaktioner
The Law of One-serien har beskrivits som den mest citerade inom "channeling"-genren. Den har också haft stor betydelse för utvecklingen inom New Age under senare decennier.[källa behövs] Jeremy Weiland har analyserat serien från ett politiskt perspektiv.

## Datum för publiceringar
- The Law of One, Book I - The Ra Material, publicerad 1984
- The Law of One, Book II, publicerad 1982
- The Law of One, Book III, publicerad 1982
- The Law of One, Book IV, publicerad 1982
- The Law of One, Book V - Personal Material, publicerad 1998